# Konsulat Generalny Rzeczypospolitej Polskiej we Lwowie

Okręgi konsularne w Ukrainie (kolor żółty – Konsulat Generalny we Lwowie)

Konsulat Generalny Rzeczypospolitej Polskiej we Lwowie (ukr. Генеральне Консульство Республіки Польща у Львові) – polska misja konsularna we Lwowie na Ukrainie.

## Historia
W lipcu 1987 powstała Agencja Konsularna PRL we Lwowie. Oficjalnym powodem jej utworzenia była chęć roztoczenia opieki konsularnej nad obywatelami polskimi podróżującymi tranzytem przez ten obszar Związku Sowieckiego oraz specjalistami z Polski, którzy uczestniczyli w dużych projektach przemysłowych na zachodnich rubieżach Związku Radzieckiego. Głównym, jednak nie podnoszonym oficjalnie powodem powstania agencji konsularnej, było objęcie opieką polskiej mniejszości narodowej w zachodniej części Ukraińskiej SRR.
Początkowo okręg konsularny obejmował 8 obwodów: chmielnicki, czerniowiecki, lwowski, iwanofrankiwski, rówieński, tarnopolski, wołyński i zakarpacki. Uległ on zmniejszeniu w 2003 i w 2009, gdy powstały Konsulat Generalny RP w Łucku i Konsulat Generalny RP w Winnicy.
Agencja Konsularna PRL we Lwowie została ulokowana w dawnej willi Stanisława Batowskiego-Kaczora przy ul. Iwana Franki 110 (dawniej ul. Świętej Zofii). W grudniu 1993 została ona podniesiona do rangi konsulatu generalnego.
W pierwszych latach działalności Konsulat skupiał się na pomocy mniejszości polskiej, budowaniu relacji z władzami lokalnymi, renowacji cmentarza Orląt Lwowskich. W związku z wprowadzeniem obowiązku wizowego dla obywateli Ukrainy (1 października 2003), następnie Ustawy o Karcie Polaka (29 marca 2008) oraz Umowy między Rządem RP a Gabinetem Ministrów Ukrainy Umowy o małym ruchu granicznym (28 marca 2008), wreszcie w związku z przystąpieniem Polski do strefy Schengen (2007), znacznie zmienił się zakres zadań realizowanych przez placówkę. Nowe zadania wymagały całkowitej reorganizacji dotychczasowej pracy. Stąd w latach 2006–2011 w sąsiedztwie willi Batowskiego-Kaczora wybudowano nowy budynek Konsulatu Generalnego RP we Lwowie. Został on uroczyście otwarty 16 maja 2011.
W latach 2006–2012 Konsulat wydawał rokrocznie ok. 300 000 wiz, by w 2016 przekroczyć liczbę 500 000, a w 2017 443 000.
W latach 1989–2006 we Lwowie promocję gospodarczą realizował Wydział Ekonomiczno-Handlowy, powołany jako przedstawicielstwo Ministerstwa Gospodarki RP. Funkcję kierowników wydziału pełnili kolejno konsulowie: Marian Ozimek (1989–1990), Andrzej Zinserling (1990–1994), Andrzej Kozłowski (1994), Jacek Gerałt (1994–1999), Michał Uziembło (1999–2005) oraz Andrzej Krasnodębski (2005–2006).

## Kierownicy Konsulatu
- VII 1987 – 30 IV 1990 – Włodzimierz Woskowski, Kierownik Agencji Konsularnej PRL[13]
- 1 V 1990 – 30 IV 1991 – Janusz Łukaszewski, Kierownik Agencji Konsularnej RP
- 1 V 1991 – 9 VII 1991 – Andrzej Krętowski, p.o. Kierownika Agencji Konsularnej RP
- 10 VII 1991 – 31 VIII 1994 – Henryk Litwin, Kierownik Agencji Konsularnej RP / Konsul Generalny RP
- 1 IX 1994 – 31 I 1995 – Marek Krajewski, p.o. Konsula Generalnego RP
- 1 II 1995 – 31 VIII 1997 – Tomasz Leoniuk, Konsul Generalny RP
- 1 IX 1997 – 29 II 2000 – Piotr Konowrocki, Konsul Generalny RP
- 1 III 2000 – 6 IX 2000 – Wincenty Dębicki, p.o. Konsula Generalnego
- 7 IX 2000 – 15 VII 2003 – Krzysztof Sawicki, Konsul Generalny RP
- 16 VII 2003 – 15 I 2004 – Janusz Jabłoński, p.o. Konsula Generalnego
- 16 I 2004 – 30 XI 2008 – Wiesław Osuchowski, Konsul Generalny RP
- 1 XII 2008 – 31 V 2011 – Grzegorz Opaliński, Konsul Generalny RP
- 1 VI 2011 – 31 VIII 2011 – Andrzej Drozd
- 1 IX 2011 – 10 XI 2015 – Jarosław Drozd, Konsul Generalny RP
- 11 XI 2015 – 07 IV 2017 – Wiesław Mazur, Konsul Generalny RP
- 8 IV 2017 – 12 VII 2019 – Rafał Wolski, Konsul Generalny RP
- 13 VII 2019 – 27 X 2019 – Katarzyna Sołek, p.o. Konsul Generalnej
- 28 X 2019 – IX 2024 – Eliza Dzwonkiewicz, Konsul Generalna RP
- 2024 – 2025 – Dorota Dmuchowska (p.o.)[14]
- od V 2025 – Marek Radziwon, Konsul Generalny RP

## Okręg konsularny
Okręg konsularny Konsulatu Generalnego RP we Lwowie obejmuje obwody:
- lwowski
- iwanofrankiwski
- zakarpacki.